# Рудина, Маргарита Олеговна
Маргари́та Оле́говна Ру́дина (род. 24 апреля 1979, Свердловск, РСФСР, СССР) — российская балерина. Заслуженная артистка Российской Федерации, лауреат международных конкурсов. Ведущая солистка балета.

## Биография
Родилась в Свердловске (теперь — Екатеринбург) 24 апреля 1979 года. Родители: отец — Олег Игоревич Рудин, известный советский и российский джазовый и классический контрабасист; мать — Маргарита Петровна Окатова, известная советская и российская балерина, балетмейстер. В 1994 окончила Екатеринбургский лицей искусств имени С. П. Дягилева (педагог — заслуженный работник культуры России М. П. Окатова). В 1996 (?) вышла замуж за своего постоянного партнёра по сцене Алексея Насадовича, в 2002 у них родилась дочь Ева.

## Творческая деятельность
С 1994 — ведущая солистка балета Екатеринбургского театра оперы и балета. Практически постоянно выступает в паре со своим мужем А. Насадовичем.
С 2000 по 2002 работала в Национальном театре города Брно (Чехия). По приглашению Натальи Макаровой в 2000 станцевала партию Никии в балете Л. Минкуса «Баядерка» на сцене театра в Рио-де-Жанейро (Бразилия).

### Репертуар

#### Екатеринбургский театр оперы и балета
| Годы   | Балет              | Роль           | Хореограф (балетмейстер) |
| ------ | ------------------ | -------------- | --- |
| с 2007 | Корсар             | Медора         | Жан-Гийом Бар |
| с 1996 | Ромео и Джульетта  | Джульетта      | Наталия Касаткина, Владимир Василёв (постановка, 1981); Татьяна Луань-Бинь (возобновление, 1996)                                       |
| с 2004 | Щелкунчик          | Мари           | Вячеслав Гордеев (па-де-де 2 акта в ред. Василия Вайнонена)                                                                            |
| с 2005 | Шехеразада         | Зубида         | Вячеслав Гордеев (на основе хореографии Михаила Фокина)                                                                                |
| ?      | Сильфида           | Сильфида       | хореография Августа Бурнонвиля в редакции Эльзы-Марианны фон Розен; постановка Олега Виноградова (1985)                                |
| с 1996 | Сотворение мира    | Ева            | Наталия Касаткина, Владимир Василёв (постановка, 1979); Александр Фёдоров (возобновление, 1996)                                        |
| с 2006 | Дон Кихот          | Дульсинея      | Вячеслав Гордеев (с использованием хореографических фрагментов Мариуса Петипа и Александра Горского)                                   |
| с 1992 | Привал кавалерии   | Мария          | Василий Островский, Татьяна Фесенко |
| с 2005 | Тысяча и одна ночь | Шехеразада     | Олег Игнатьев |
| с 2010 | Лебединое озеро    | Одетта-Одиллия | Людмила Семеняка (с использованием хореографии Мариуса Петипа, Льва Иванова, Александра Горского)                                      |
| с 2009 | Жизель             | Жизель         | хореография Жана Коралли, Жюля Перро и Мариуса Петипа в ред. Леонида Лавровского; сценическая редакция и постановка — Людмила Семеняка |
| с 2011 | Катя и принц Сиама | Катя           | Василий Медведев |
| с 2011 | Баядерка           | Никия          | хореография Мариуса Петипа в ред. Владимира Пономарёва и Вахтанга Чабукиани; балетмейстер-постановщик — Станислав Фечо .               |

## Признание и награды
Лауреат Международного конкурса в Люксембурге (1997). Лауреат Международного конкурса «Молодой балет России» Ю. Григоровича (2003, 2 премия). Призёр фестиваля Ю. Григоровича (2003). Дипломант конкурса «Арабеск» (1996, 1998 и 2004). Лауреат фестиваля «Звезды балета Урала» (Пермь). Лауреат Свердловского областного конкурса «Браво!» в номинации «Лучший дуэт» (2004) и «Лучшая женская роль» (2005)

## Гастроли
Гастролирует в Испании, Корее, Японии, Франции, Германии, Греции, Южной Америке, Хорватии, Китае и других странах.